# The Futuristic Sounds of Sun Ra
The Futuristic Sounds of Sun Ra è un album discografico del musicista jazz statunitense Sun Ra e della sua Arkestra, inciso il 10 ottobre 1961 per l'etichetta discografica Savoy Records.
Il disco venne prodotto da Tom Wilson, che sarebbe in seguito diventato famoso come produttore di Velvet Underground, Frank Zappa e Bob Dylan.

## Il disco
Si tratta del primo album registrato da Sun Ra e dall'Arkestra in formazione ridotta, dopo aver lasciato Chicago per New York City. Secondo il biografo di Sun Ra John Szwed, questa fu la genesi dell'album:
(John F. Szwed)

### Copertina
La copertina dell'album venne disegnata da "Harvey", un misterioso grafico che realizzò le copertine di circa 190 album per la Savoy Records negli anni sessanta;
(Rev. Lawrence Roberts)

## Ristampe
Il disco è stato ristampato nel 1984 con il titolo We Are In The Future, ma in seguito ha ripreso il suo titolo originale in occasione della ristampa in Compact Disc nel 1994. La Savoy ha ristampato nuovamente l'album nel 2003. Nel 2006 il disco è stato infine ripubblicato anche dalla Lonehill Jazz.

## Tracce
- Tutti i brani sono opera di Sun Ra tranne China Gate.

Lato A
1. Bassism - 4:07
2. Of Sounds and Something Else - 2:54
3. What's That? - - 2:15
4. Where is Tomorrow? - - 2:50
5. The Beginning - 6:29
6. China Gate (Victor Young) - 3:25

Lato B
1. New Day - 5:51
2. Tapestry From An Asteroid - 3:02
3. Jet Flight - 3:15
4. Looking Outward - 2:49
5. Space Jazz Reverie - 4:54

## Formazione
- Sun Ra - pianoforte
- Bernard McKinney - trombone, Euphonium
- Marshall Allen - sax alto, flauto, "Morrow" (uno Shakuhachi giapponese con l'imboccatura di un clarinetto[2])
- John Gilmore - sax tenore, clarinetto basso
- Pat Patrick - sassofono basso
- Ronnie Boykins - basso
- Willie Jones - batteria
- Leah Ananda - Conga
- Ricky Murray - voce in China Gate